# Memmelsdorf
Memmelsdorf – miejscowość i gmina w Niemczech, w kraju związkowym Bawaria, w rejencji Górna Frankonia, w regionie Oberfranken-West, w powiecie Bamberg. Leży w Szwajcarii Frankońskiej, około 8 km na północny wschód od centrum Bamberga, nad rzeką Soława Frankońska, przy autostradzie A70 i A73.

## Dzielnice
W skład gminy wchodzą następujące dzielnice:
- Memmelsdorf
- Lichteneiche
- Drosendorf
- Merkendorf
- Weichendorf
- Kremmeldorf
- Meedensdorf
- Schmerldorf
- Laubend

## Demografia
| Rok   | L. mieszk. | Gęstość zaludnienia |
| ----- | ---------- | ------------------- |
| 1840  | 1869       | 71                  |
| 1871' | 2109       | 81                  |
| 1900  | 2096       | 80                  |
| 1925  | 2179       | 83                  |
| 1939  | 2496       | 95                  |
| 1950  | 3623       | 138                 |
| 1961  | 5693       | 218                 |
| 1970  | 6582       | 252                 |
| 1987  | 7893       | 302                 |
| 2002  | 8950       | 342                 |
| 2004  | 9262       | 354                 |
| 2006  | 8980       | 343                 |

## Zabytki i atrakcje
- pałac Seehof – letnia rezydencja biskupów bamberskich
- Kościół parafialny pw. Wniebowstąpienia NMP (Mariä Himmelfahrt)

## Współpraca
Miejscowości partnerskie:
- Merkendorf, Austria (kontakty utrzymuje dzielnica Merkendorf)
- Merkendorf, Bawaria (kontakty utrzymuje dzielnica Merkendorf)
- Merkendorf – dzielnica gminy Itzgrund, Bawaria (kontakty utrzymuje dzielnica Merkendorf)
- Merkendorf – dzielnica gminy Schashagen, Szlezwik-Holsztyn (kontakty utrzymuje dzielnica Merkendorf)
- Merkendorf, Turyngia (kontakty utrzymuje dzielnica Merkendorf)

## Osoby urodzone w Memmelsdorfie
- Ferdinand Tietz – rzeźbiarz

## Galeria

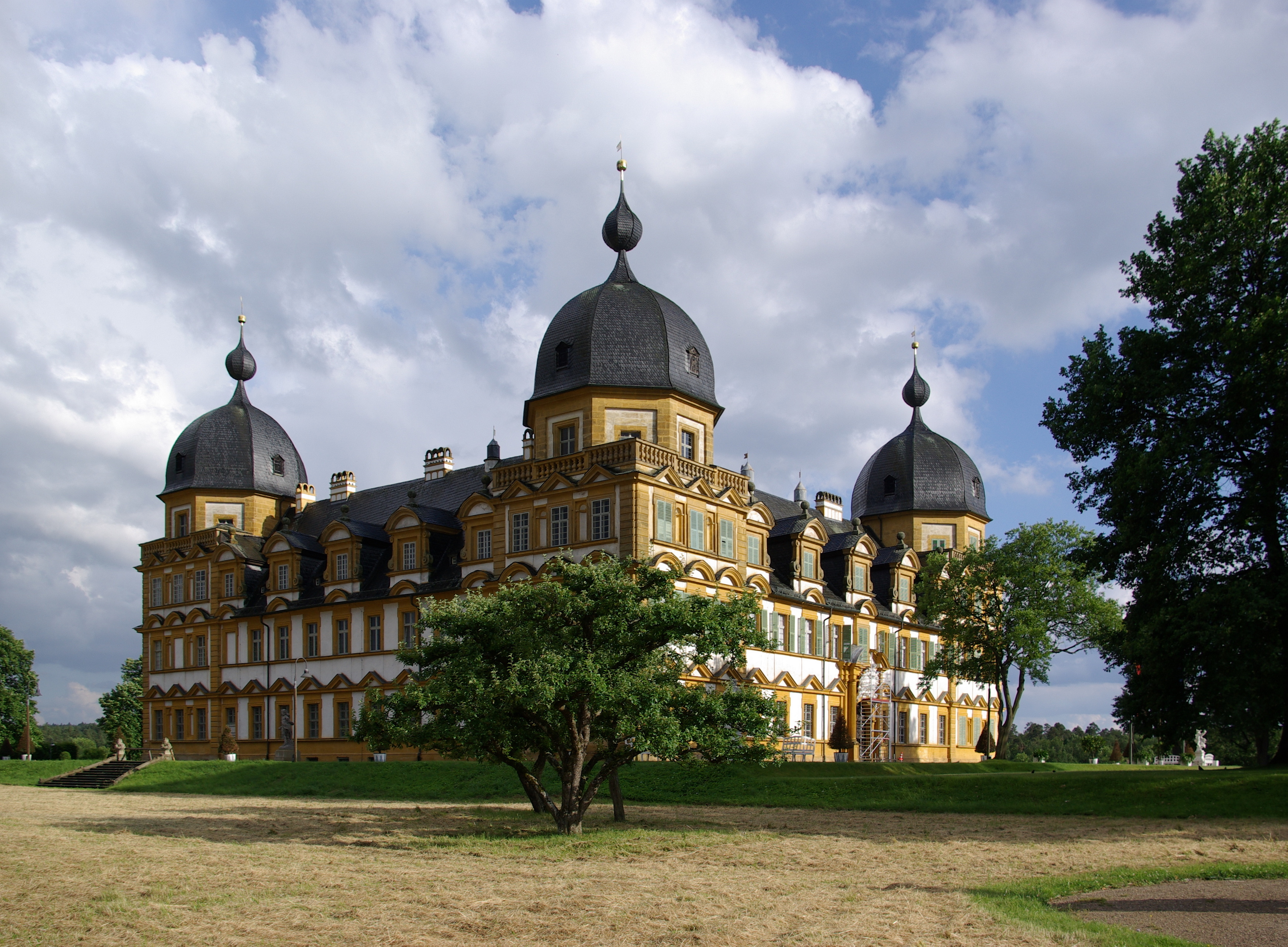
Zamek Seehof
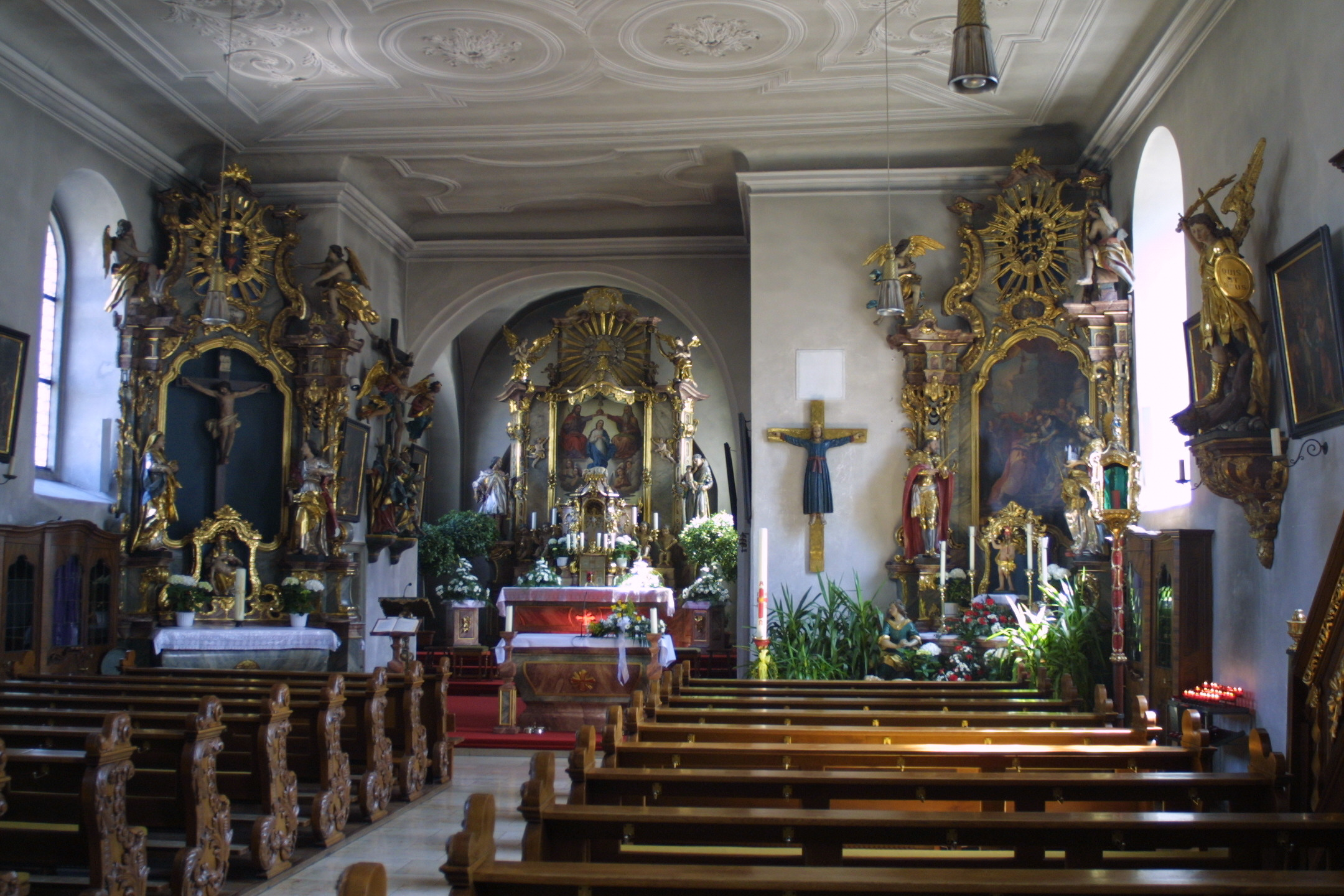
Wnętrze kościoła pw. Wniebowstąpienia NMP (Mariä Himmelfahrt)